# IKEA-potlood

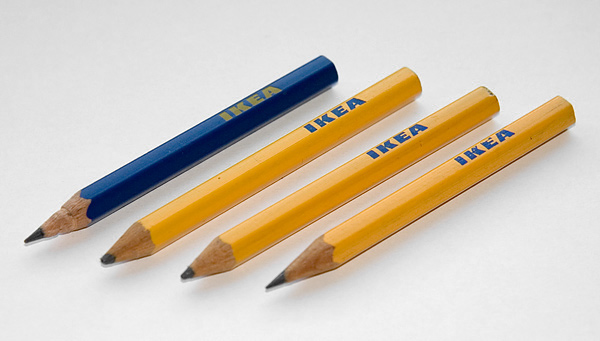
Oude IKEA-potloden.

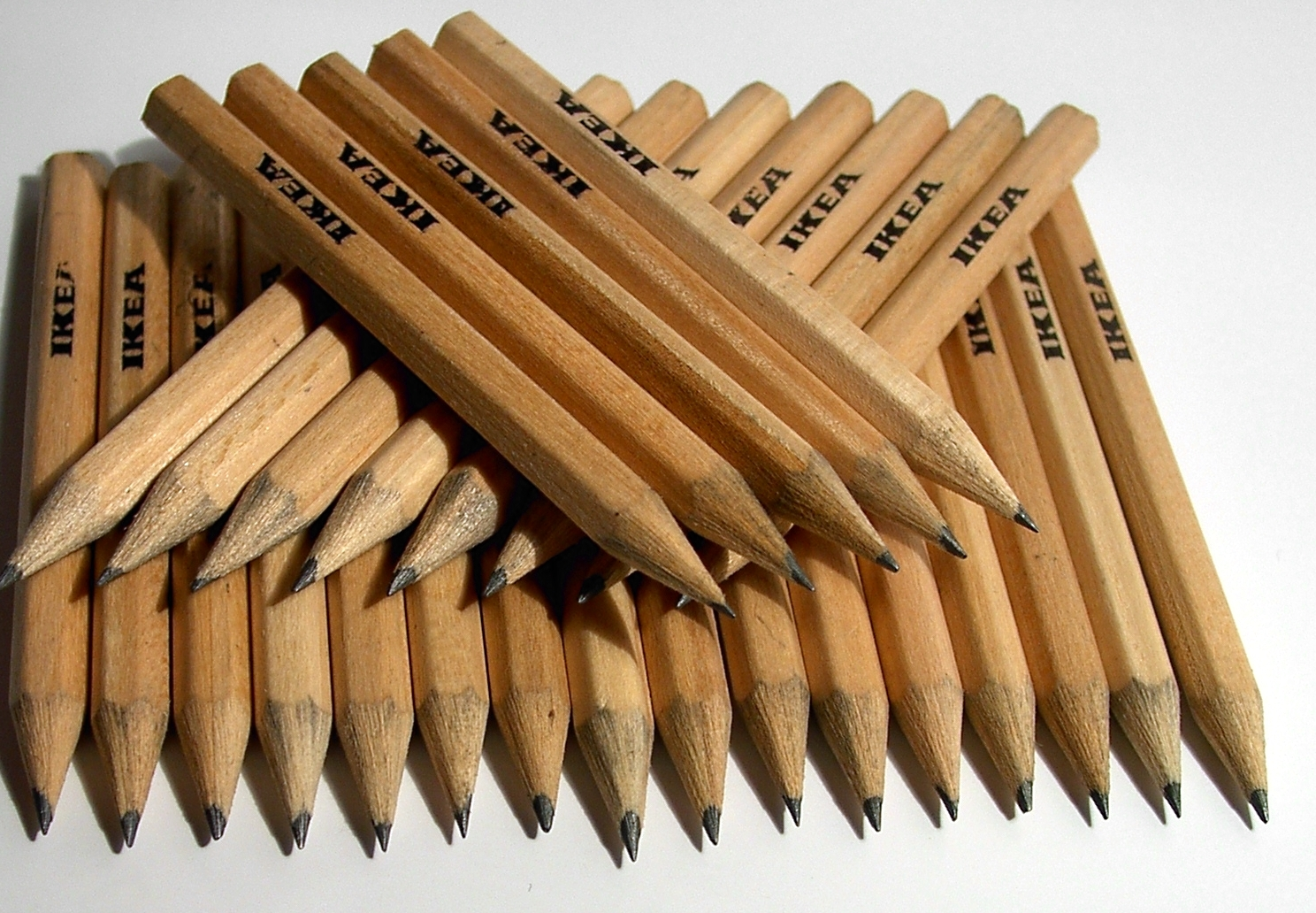
Moderne IKEA-potloden.

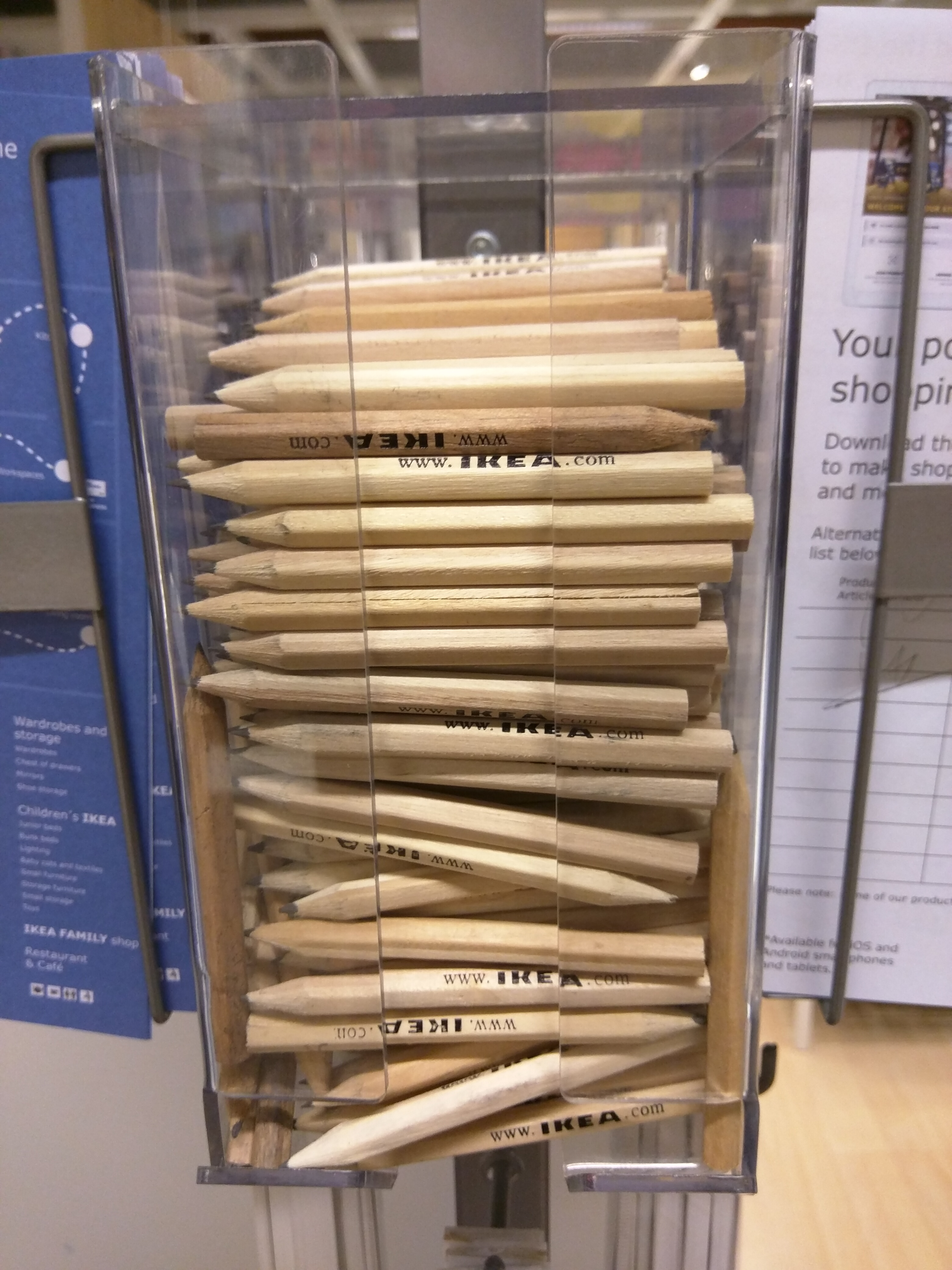
Dispenser met IKEA-potloden

IKEA-potloden zijn kleine potloden die gratis worden verstrekt in IKEA-filialen over de hele wereld. Ze worden aan het winkelend publiek beschikbaar gesteld in een dispenser aan het begin van de looproute door de winkel, vaak samen met kaarten, meetlinten en winkelformulieren. Het IKEA-potlood staat bekend om zijn grote verscheidenheid aan ontwerpen. Door de jaren heen veranderde de kleur van blauw naar geel, en uiteindelijk naar de natuurlijke kleur van hout. Ondanks de verschillende kleuren zijn de afmetingen altijd 7×87 mm gebleven.
Het IKEA-potlood werd mogelijk geïntroduceerd om te concurreren met de Argos-pen, die ook gratis werd weggegeven in winkels van het Britse Argos. Concurrent Argos leverde slechts zes pennen voor elke catalogusstand, terwijl IKEA ze in grote dispensers aanbood. IKEA bestelt alleen al voor zijn Canadese winkels jaarlijks 5,2 miljoen potloden en het bedrijf keurt het gebruik voor andere doeleinden, zoals ambachtelijke projecten of kunstwerken, niet af. De Nederlandse kunstenares Judith Delleman bouwde bijvoorbeeld een stoel met honderden IKEA-potloden. Toen in 2019 voor het eerst een IKEA-winkel werd geopend in Zuid-Korea, werden daar in twee maanden tijd voor twee jaar aan gratis potloden meegenomen.
Omdat het wegwerpvoorwerpen zijn, worden de potloden onder andere ook gebruikt door chirurgen om osteotomie-sneden te markeren bij craniofaciale en maxillofaciale chirurgie. De potloden worden ook gebruikt voor het tekenen van elektronische schakelingen, en bij het maken van vrije chloorsensoren voor drinkwater.